# ساندرا كيرنز
ساندرا كيرنز (بالإنجليزية: Sandra Kerns)‏ هي ممثلة أمريكية، ولدت في 20 يوليو 1949.

## وصلات خارجية
- ساندرا كيرنز على موقع IMDb (الإنجليزية)
- ساندرا كيرنز على موقع قاعدة بيانات الفيلم (الإنجليزية)